# Entephria nigristiaria
Entephria nigristiaria là một loài bướm đêm trong họ Geometridae.